# 박위 (유튜버)
박위(朴偉, 1987년 3월 13일 ~ )는 숭실대학교 출신의 장애인 유튜버로 장애인 박진성과 함께 위라클이라는 유튜브를 운영한다. 송지은의 남편이자 박찬홍의 아들이다. 국토부장관상 등을 받았다.
2024년 10월 9일 가수 출신 배우 송지은과 결혼했다.